# Microstigma deflexum
Microstigma deflexum là một loài thực vật có hoa trong họ Cải. Loài này được (Bunge) Juz. mô tả khoa học đầu tiên năm 1939.